# 格拉容
格拉容（法語：Glageon，法語發音：[ɡlaʒɔ̃]）是法国上法蘭西大區北部省的一个市镇，属于埃尔普河畔阿韦讷区。

## 地理
格拉容（50°3'22"N, 4°4'29"E）面积11.77 平方千米，位于法国上法蘭西大區北部省，该省份为法国最北部的省份及最长的省份，西北濒北海，西接加来海峡省，南至埃纳省和索姆省，东与比利时接壤。
与格拉容接壤的市镇（或旧市镇、城区）包括：桑迪诺尔、特雷隆、费龙、富尔米。

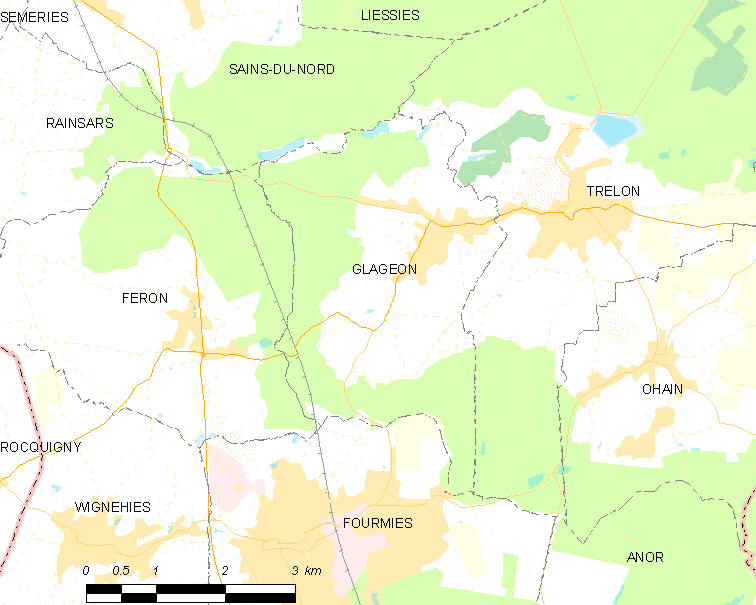
格拉容的OSM定位图

格拉容的时区为UTC+01:00、UTC+02:00（夏令时）。

## 行政
格拉容的邮政编码为59132，INSEE市镇编码为59261。

## 政治
格拉容所属的省级选区为富尔米县。

## 人口

1962-2008年间格拉容人口变化图示

格拉容于2022年1月1日时的人口数量为1732人。